# 508 a.C.

## Eventos

### Grécia
- 68a olimpíada: Isômaco de Crotona, vencedor do estádio. Ele venceu também na olimpíada seguinte, em 504 a.C.[1][2]
- Iniciam-se as competições entre cantores; o primeiro vencedor foi Hipódico de Cálcis.[3]
- Iságoras ou Liságoras, arconte de Atenas.[2][3] Possivelmente houve guerra entre Atenas e Esparta.[2]
- Hípias, o tirano expulso de Atenas, se refugia na Pérsia com Dario I.[4]
- Egina domina os mares por dez anos.[4]

### Itália
- Públio Valério Publícola, pela segunda vez, e Tito Lucrécio Tricipitino, cônsules romanos.[5]
- Primeira aliança entre os romanos e os cartagineses.[4]
- Pitágoras passa a residir em Crotona.[4]
- Publícola derrota Tarquínio e seus aliados etruscos.[4]
- Segundo censo de Roma: havia cento e trinta mil cidadãos em idade para pegar armas.[4]
- Síbaris é derrotada por Crotona, cujo líder era Milo.[4]
- Guerra entre os romanos e Porsena, rei de Clúsio.[6]
  - Porsena luta contra Roma por causa de Tarquínio.[4]
  - Horácio Cocles se distingue por segurar os invasores, sozinho, em uma ponte, até que seus companheiros a destruíssem. Ele escapa jogando-se no rio e nadando até a margem.[4]
  - Múcio Cévola foi ao acampamento de Porsena para matá-lo; mas é capturado após matar, por engano, outro homem. Levado à presença do rei, ele o impressiona ao colocar a mão no fogo. Por esta demonstração de coragem, ele é libertado.[4]
  - Clélia, junto de outras virgens, foi enviada como refém aos etruscos, porém consegue escapar.[4]
- Horácio consagra o templo de Júpiter Capitolino.[4]

## Ásia
- Dario I, em campanha contra os citas, cruza o Bósforo e o Danúbio, nos dois casos usando uma ponte de barcos. Ele é derrotado, retorna para a Ásia, e deixa trinta mil homens na Europa, sob o comando de Megabizo, para continuar a guerra.[4]

## África
- Ariandes, governador do Egito, reconquista a Cirenaica para Feretima, mãe de Arcesilau.[4]